# 앨버트 허쉬만

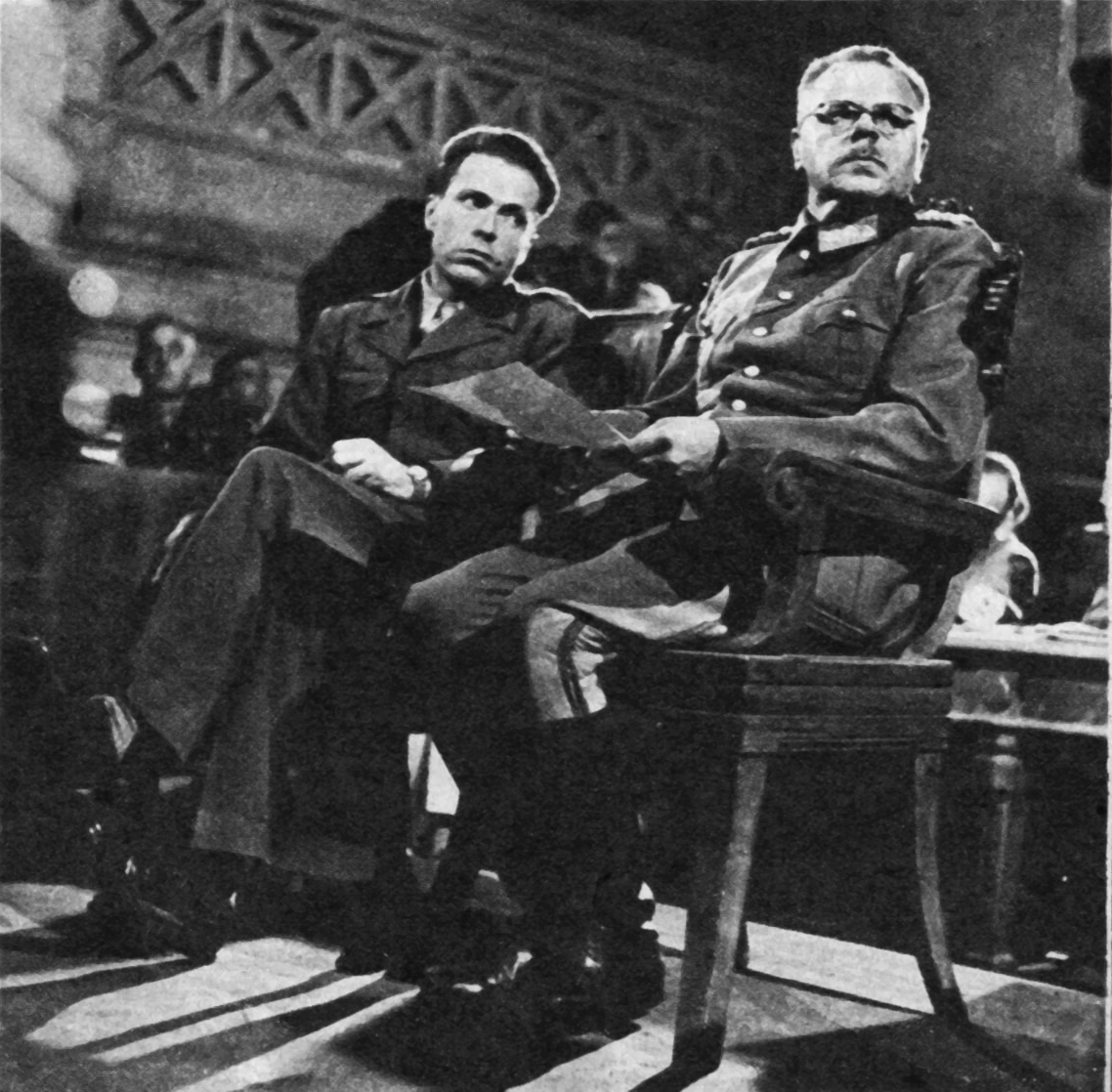

앨버트 오토 허쉬만(Albert Otto Hirschman, 1915년 4월 7일 – 2012년 12월 10일)은 경제학자였다. 또한 정치경제학 및 이념에 관한 여러 책의 저자였다. 그의 첫 번째 주요 공헌은 개발경제학 분야였다. 여기서 그는 불균형 성장의 필요성을 강조했다. 그는 개발 도상국은 의사 결정 능력이 부족하기 때문에 불균형이 성장을 촉진하고 자원을 동원하도록 장려되어야한다고 주장했다. 이것의 핵심은 다른 기업과 많은 연계를 가진 산업을 고무시키는 것이었다.
그의 후기 작업은 정치경제학에 있었고 거기서 그는 두 가지 도식을 발전 시켰다. 첫 번째는 《Exit, Voice, Loyalty》 (1970)에서 기업이나 정치의 쇠퇴 에 대한 세 가지 기본적인 가능한 반응을 설명한다. 두 번째는 《The Rhetoric of Reaction》 (1991)에서 보수주의자들이 내린 기본 주장을 설명한다.
제2차 세계 대전에서 난민을 구하는 데 중요한 역할을 하기도 했다.

## 같이 보기
- 경제발전
- 페르난두 엔히키 카르도주